# 膛口裝置
膛口裝置（Muzzle Device）是輕兵器的槍管上或者火砲砲管上的一种裝置，通過控制火药燃气流量、气流方向和气流速度以達成特定目的，大致可分為制退器、助退器、防跳器、消焰器、消声器五類。一些多功能膛口装置也可能集其中几个功能为一体。